# Lorena Di Florio
Lorena Di Florio (* 1970 in Buenos Aires) ist eine argentinische Pianistin.
Di Florio hatte ihren ersten Unterricht bei Ana Tossi de Gelber und ihrem Sohn Bruno Leonardo Gelber, unter deren Anleitung sie elfjährig ihre ersten öffentlichen Auftritte hatte. Sie setzte ihre Ausbildung in Klavierklassen von Francisco Votti, Aldo Antognazzi, Perla Brugola, Rosalyn Tureck, Nikita Magaloff, Ralph Votapeck, Gerhard Oppitz und Lazar Berman fort. Ein Stipendium der Fundacion Antorchas, Y.P.F e Festivales Musicales ermöglichte ihr ab 1995 ein privates Studium bei Rosalyn Tureck in Oxford.
Von 1997 bis 2000 war Di Florio Studentin bei der Fondazione Internazionale per il Pianoforte in Cadenabbia, wo sie Unterricht bei Karl Ulrich Schnabel, Charles Rosen, Dimitri Bashkirov, Leon Fleisher, Fou Tsong, Andreas Staier, Alicia de Larrocha und dem Institutsleiter William Grant Nabore hatte. Das Studium am Conservatorio Giuseppe Verdi in Como bei Mario Patuzzi schloss sie mit der Bestnote und einer erstmals vergebenen Ehrenauszeichnung ab.
Mit Orchestern unter der Leitung von Dirigenten wie Francisco Rettig, Pedro I. Calderon, Alberto Merenzon, Thüring Bräm, Johannes Wildner, Jose R. Faure, Guido Boselli und Carlos Giraudo gab Di Florio Konzerte in verschiedenen Städten Argentiniens und Europas. Sie erhielt u. a. Erste Preise beim Primer Concurso Bienal Juvenil Mozart und dem Wettbewerb der Secretaria de la Cultura De la Nacion sowie den Premio Franz Terraneo mit Goldmedaille für das beste Klavierdiplom im Jahr 2006.

## Weblink
- Homepage von Lorena Di Florio